# Khasan Yandiyev
 (mars 2022).
Khasan Iragiyevich Yandiyev (en russe : Хаса́н Ира́гиевич Янди́ев ; 17 juillet 1948, Alma-Ata, Kazakhstan - 13 avril 2008, Karaboulak) est un juge russe, chef adjoint de la Cour suprême d'Ingouchie. Il a présidé les procès d'un certain nombre de responsables gouvernementaux corrompus et de fondamentalistes et rebelles islamiques en Ingouchie, l'une des provinces les plus pauvres et les plus troublées de Russie.

## Jeunesse et études
Khasan Yandiyev nait dans une famille ingouche à Almaty, en République socialiste soviétique kazakhe (aujourd'hui Almaty, Kazakhstan) ; après l'insurrection de 1940-1944 en Tchétchénie, le gouvernement soviétique a forcé des centaines de milliers de Tchétchènes et d'Ingouches à se déplacer vers l'Asie centrale. En 1980, il est diplômé de l'Institut pédagogique d'État d'Andijan en Ouzbékistan, où il a étudié l'éducation physique. Il est entraîneur de lutte jusqu'en 1986, date à laquelle il obtient un diplôme en droit de l'Université d'État de Tachkent.

## Assassinat
Khasan Yandiyev est tué le 13 avril 2008, alors qu'il change un pneu près de la ville ingouche de Karaboulak. Il a 52 ans au moment de sa mort. La police pense qu'il a été tué par un tireur d'élite ou des assaillants armés d'un fusil d'assaut muni d'un silencieux, puisque personne dans le secteur n'a entendu de coup de feu. Les autorités russes et ingouches ont blâmé les fondamentalistes islamiques locaux, ainsi que les rebelles islamiques de la Tchétchénie voisine. Les opposants au gouvernement ont blâmé les politiques inefficaces et répressives de l'Ingouchie au regard de l'augmentation des attaques.
Le successeur de Khasan Yandiyev au poste de juge en chef adjoint à la Cour suprême, Aza Gazgireeva, a elle aussi été assassinée le 10 juin 2009, 18 mois seulement après l'assassinat de Khasan Yandiyev.